# Андреев, Николай (архитектор)
Николай Андреев (1856—1911, Ковно, Российская империя) — русский архитектор, работавший в Ковенской губернии (ныне Литва). По его проектам было построено множество оригинальных неоготических зданий (в частности, храмов).
С 1876 по 1881 год учился в институте гражданский инженеров в Санкт-Петербурге. В 1891—1911 годах служил в строительном управлении Ковенской губернии. В 1891—1894 годах был архитектором этого отдела. С 1894 по 1911 год — ковенский губернский инженер — начальник строительного отдела.

## Важнейшие архитектурные проекты[1]
- 1891 — городская больница в Каунасе — приспособление помещений францисканского монастыря, расширенное двумя новыми зданиями.
- 1893 — синагога Сета[лит.] (м. Шета, Кедайняйский район).
- 1894 — административное здание фабрики Minerva[лит.] (пр. Витауто, 24, Каунас) .

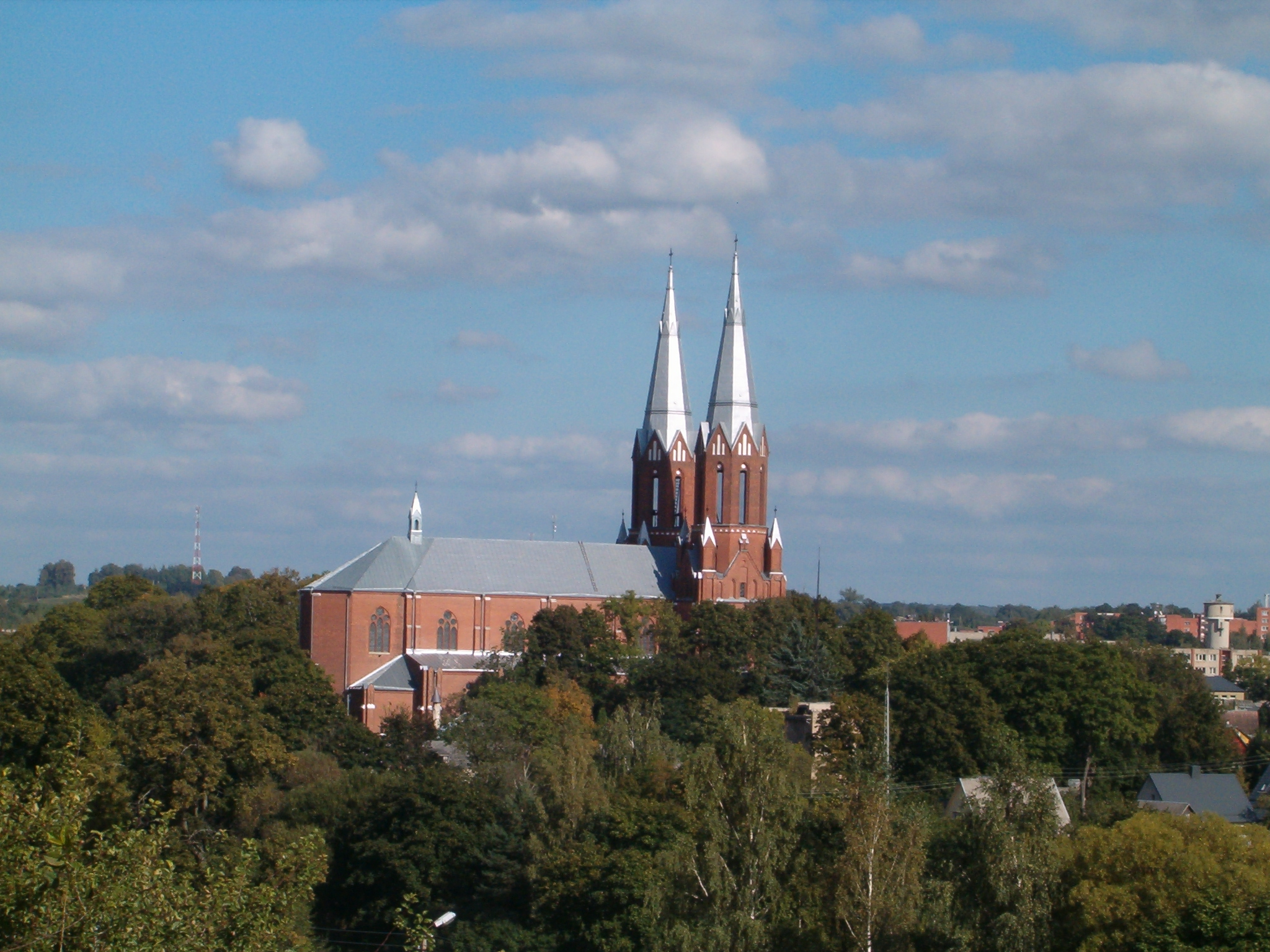
Церковь Апостола Матфея в Аникщяе.

- Церковь Апостола Матфея в Аникщяе. 1896 — Дом Й. Пикера (Каунас) — реконструкция (с 1902 г. Отель и ресторан Доминика Венцкаускаса «Версалис»).
- 1896 — винные склады (ул. Груоджио 19 и 21, Каунас).
- 1897 — дом правления Ковенской губернии (ул. Канто 23, Каунас).
- 1897 — общество и больница Красного Креста — перестройка дома Адама и Бениты Яцявичюсов, новое двухуровневое здание.
- Дом С. Леянсена (пр. Лайсвес 99, Каунас).
- 1897—1903 — костёл Святого Георгия в Скирснемуне[лит.].
- 1901—1908 — Успенский костёл в Кельме.
- 1902—1904 — церковь Архангела Михаила[лит.] (Аникщяйский район).